# Žabovřesky nad Ohří
Pour les articles homonymes, voir Žabovřesky.
Žabovřesky nad Ohří (en allemand : Schaborschesk) est une commune du district de Litoměřice, dans la région d'Ústí nad Labem, en Tchéquie. Sa population s'élevait à 278 habitants en 2021.

## Géographie
Žabovřesky nad Ohří se trouve sur la rive gauche de l'Ohře, à 4 km à l'est de Libochovice, à 15 km au sud-sud-ouest de Litoměřice, à 28 km au sud-est d'Ústí nad Labem et à 45 km au nord-ouest de Prague.
La commune est limitée au nord par Chotěšov, à l'est et au sud par Budyně nad Ohří et à l'ouest par Radovesice.

## Histoire
La première mention écrite du village date de 1336.

## Galerie

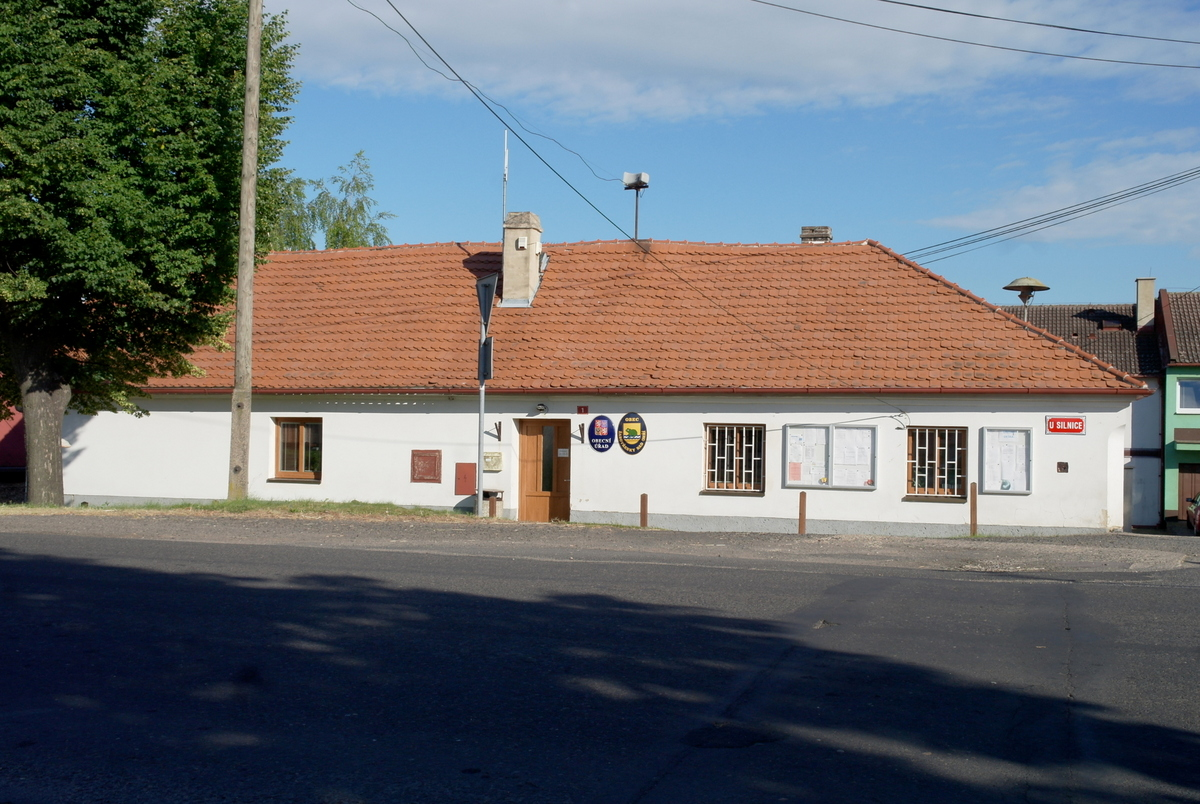
Žabovřesky nad Ohří : la mairie.
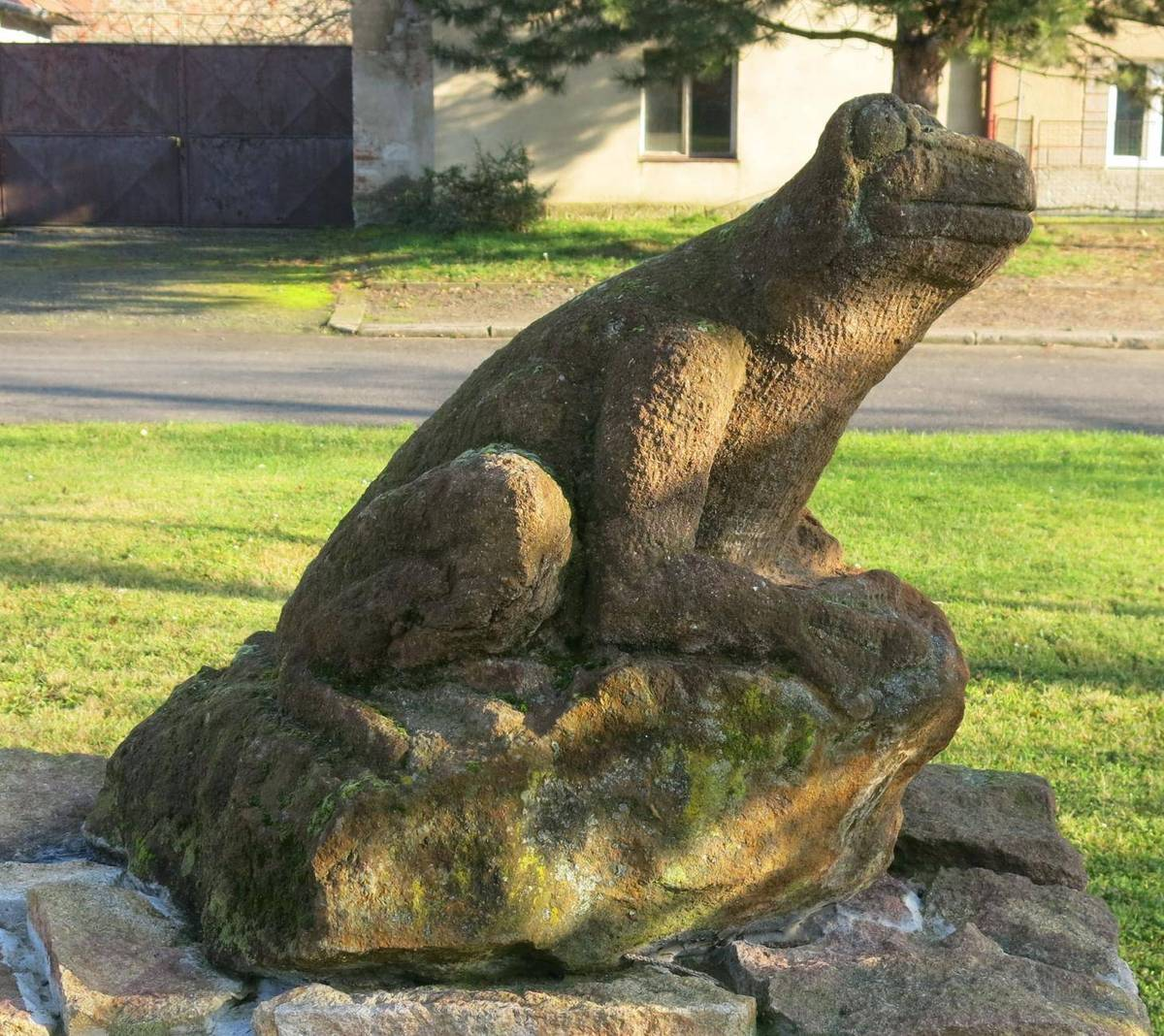
Statue d'une grenouille sur la place du village.

## Transports
Par la route, Žabovřesky nad Ohří se trouve à 15 km de Roudnice nad Labem, à 20 km de Litoměřice, à 40 km d'Ústí nad Labem  et à 57 km de Prague.